# 조벽암
조벽암(趙碧岩, 1908년∼1985년)은 한국의 시인이자 소설가이다.

## 생애
1908년 충북 진천에서 출생했다. 본명은 중흡(重洽)으로 1920년대의 대표 작가인 포석(抱石) [[조원희]] (작가)조명희(趙明熙)의 조카다. 경성제일고보, 경성제국대학 법문학부를 졸업하고 화신백화점에서 일했다. 1931년 소설 ≪건식(健植)의 길≫을 조선일보에 발표하면서 등단, ‘구인회’ 멤버로 활동했다. 1933년 시 ＜새 아침＞을 ≪신동아≫지에 발표하면서 시인으로 활동했다. 해방 후 ‘조선프롤레타리아문학동맹’, ‘조선문학가동맹’에서 집행위원으로 활동하다가 건설출판사를 설립해 주보 ≪건설≫을 발행했으며 1949년 월북했고, ‘조선작가동맹’ 중앙위원회 상무위원으로 활동했다. ≪조선문학≫, ≪문학신문≫ 주필, 평양문학대학 학장 등을 역임했으며 시집 ≪향수(鄕愁)≫(1938), ≪지열(地熱)≫(1948), ≪벽암 시선≫(1957) 등을 발간했다. 서울에서 ≪조벽암시전집≫(이동순·김석영 편, 2004)이 발간되었고 1985년 평양에서 사망했다.